# 常福寺 (美祢市)
常福寺（じょうふくじ）は、山口県美祢市にある寺院。

## 歴史
元和元年(1615年)開祖宗珍。
寺伝によれは、もと長福寺と称したが、享保元年(1716年)常福寺と改称した。

明治八年(1875年)ごろ当山第二十世・真定の代に諸堂をことごとく焼失、現本堂は明治四十一年に再建した。深川大寧末である。